# Николаус IV (Верле)
Николаус IV фон Верле (на немски: Nikolaus IV von Werle, „Poogenoge“; * пр. 1331; † между 14 март и 13 ноември 1354) е от 1350 до 1354 г. господар на Верле-Голдберг.
Той е син на Йохан III фон Верле (1301 - 1352) и съпругата му принцеса Матилда от Померания-Щетин (1320 – 1331), дъщеря на херцог Ото I от Померания-Щетин (1279 – 1344) и втората му съпруга Елизабет фон Холщайн-Пльон (1300 – 1318).
Той управлява първо с баща си и от 1350 г. сам.

## Фамилия
Николаус IV се жени за Агнес фон Линдов-Рупин (* ок. 1345; † сл. 1361), дъщеря на граф Улрих II фон Линдов-Рупин († 1356) и принцеса Агнес фон Анхалт-Цербст († 1352). Те имат децата:
- Мехтилд (1350 – 1402), омъжена за Лоренц фон Верле († 1393), син на Николаус III фон Верле-Гюстров
- Агнес († 1402), омъжена за Йохан VI фон Верле-Варен (1360 – 1385), син на Бернхард II фон Верле
- Йохан IV (1350 – 1374), господар на Верле-Голдберг

Вдовицата ну Агнес фон Линдов-Рупин се омъжва втори път за херцог Йохан I фон Мекленбург-Щаргард (1321 – 1392).